# Paulianoptinus decorsei
Paulianoptinus decorsei là một loài bọ cánh cứng trong họ Ptinidae. Loài này được Pic mô tả khoa học năm 1904.